# Проект «Рунеберг»
Проект «Рунеберг» (швед. Projekt Runeberg) — инициатива, возникшая после появления Проекта «Гутенберг», по публикации в свободном доступе электронных версий книг, имеющих значение для культуры и истории скандинавских стран. Проект начал сбор литературы на языках Скандинавии в декабре 1992 года, но сейчас имеет также графические факсимиле старых трудов, например, Nordisk familjebok, ноты, работы скандинавских авторов на латыни. Проект основан Ларсом Аронссоном, хостинг предоставляется сообществом Lysator.

## Название
Проект «Рунеберг» назван в честь финского национального поэта Йохана Людвига Рунеберга. Название также имеет второе значение как сочетание слов Rune (буква в руническом алфавите) и berg (гора), что может быть переведено на большинство скандинавских языков приблизительно как «Гора букв». К тому же название «Рунеберг» созвучно названию «Гутенберг».